# 천체 사진기
천체 사진기(天體寫眞機)는 우주의 항성과 행성을 관측하기 위해 설계된 망원경이다. 천체를 관측하는 분야에 매우 특화된 망원경이다.

## 설명
천체 사진기(영어:astrograph[아스트로그래프])는 천체 사진의 유일한 목적으로 설계된 망원경이다. 천체 사진기는 주로 광범위한 천체 관측과 소행성, 유성, 혜성과 같은 물체의 탐지를 위해 사용된다. 19세기 중반에 사진술의 발전은 천체 사진술에 전념하는 설계로 이어졌고 그것들은 또한 20세기에도 인기가 있었다. 다른 사진에서와 마찬가지로 유리 사진판이나 때로는 사진 필름에 기록된 빛에 반응하는 화학물질이 사용되었다. 이 시기의 많은 관측소들은 통과 망원경, 거대굴절기, 크로노미터와 같은 기구들과 태양을 관측하기 위한 기구들 외에 천체사진기를 사용했다. 천문도는 밤하늘을 조사하는 데 자주 사용되었고 유명한 과제 중에 하나는 카르테 뒤 시엘이었다. 천체투영기를 이용한 발견으로는 당시 행성이었던 명왕성이 있다. 망원경으로 보는 것이 아니라 천체투영기로 찍은 사진과 눈 깜빡임 비교기를 이용해 발견했다. 20세기 후반에 이르러 전자 탐지기는 데이터가 전자적으로 저장되는 것이 일반화되었다. 대부분의 연구용 망원경은 굴절 망원경이지만 리치-크레티앙 망원경과 같은 반사형 설계와 슈미트카메라와 같은 반사-굴절 망원경이 많이 있다. 천체 사진기의 주요 파라미터는 물체의 직경과 f-비이며 이는 사진 플레이트 또는 CCD 디텍터의 시야 및 이미지 스케일을 결정한다. 성상도의 목적은 보통 20~50cm 정도로 그리 크지 않는다. 초점면의 모양은 종종 특정 모양의 사진 플레이트 또는 CCD 검출기와 함께 작동하도록 설계된다. 이 목표는 초점면에서 특히 크고(예: 17 x 17인치(430mm x 430mm)) 평평하며 왜곡이 없는 이미지를 생성하도록 설계되었다. 그것들은 심지어 사용하도록 설계된 필름의 종류와 일치하도록 특정 파장의 빛을 집중시키도록 설계될 수도 있다.(초기의 천체 사진은 그 시대의 사진 에멀젼과 일치하도록 파란색 파장에서 작동하도록 수정되었다.) 짧은 f-비를 가진 광각 천체 사진은 넓은 지역의 하늘을 촬영하는데 주로 사용된다. f-비가 더 높은 천체 사진기는 더 정확한 측정에 사용된다. 세계의 많은 관측소들은 약 13인치 (330mm)의 구경과 11피트 (3.4m)의 초점 거리를 가진 소위 보통 천체 사진기를 갖추고 있다. "일반적인 천체 사진기"의 목적은 초점면에서 영상의 스케일이 약 60 arcsec/mm의 표준인 영상을 생성하는 것이다. 측성학적 분석에 사용되는 천문학은 하늘의 넓은 지역에 걸쳐 물체의 위치를 "지도"하기 위해 사용되는 이미지를 기록한다. 그런 다음 이 지도는 카탈로그에 게시되어 추후 연구에서 사용하거나 심우주 영상 촬영을 위한 기준점으로 사용된다. 항성의 분류에 사용되는 천체 사진기는 때때로 같은 산에 있는 두 개의 동일한 망원경으로 구성된다. 각 스카이 필드는 동시에 두 가지 색상(보통 파란색과 노란색이다.)으로 촬영할 수 있다. 각각의 망원경은 원하는 빛의 파장을 초점을 맞추기 위해 무채색 목적을 가지고 있을 수 있으며 이는 각각의 색 감응형(흑백) 사진 플레이트와 짝을 이룬다. 다른 경우에는 단일 망원경을 사용하여 각각의 노출에 사용되는 다른 필터와 색 감지 필름으로 하늘의 같은 부분을 두 번 노출한다. 두 가지 색상의 사진은 천문학자들이 이미지화된 각 별의 밝기(크기) 뿐만 아니라 색깔을 측정할 수 있게 해준다. 색깔은 별의 "온도"를 말해준다. 천문학자들은 색의 종류와 크기를 알면 별의 거리를 측정할 수 있다. 수십 년 간격으로 두 번 촬영된 하늘의 들판은 먼 별이나 은하를 배경으로 측정했을 때 가까운 별의 고유 운동을 드러낼 것이다. 하늘의 같은 부분을 며칠 또는 몇 주 간격으로 두 번 노출함으로써 소행성, 유성, 혜성, 변광성, 초신성, 그리고 심지어 알려지지 않은 외계 행성들을 발견하는 것이 가능하다. 한 쌍의 이미지를 비교함으로써 눈 깜빡임 비교기와 같은 장치를 사용하여 천문학자들은 두 노출 사이에서 움직이거나, 밝기가 변경된 물체를 찾거나, 노바나 유성의 경우처럼 한 이미지에서만 나타나는 것을 발견할 수 있다. 빠르게 움직이는 물체가 긴 노출에서 "선"으로 나타나기 때문에 때로는 물체가 한 노출에서 발견될 수도 있다. 발견에 사용된 천체 사진의 한 가지 잘 알려진 사례는 1930년에 클라이드 톰보가 왜행성 명왕성을 발견한 것이다. 톰보는 황도 주변의 하늘 지역을 체계적으로 촬영해 '제9의 행성'으로 추정되는 행성을 찾는 임무를 부여받았다. 클라이트 톰보는 로웰 천문대의 13인치 (330mm) (3렌즈 요소), f/5.3 굴절식 천체 사진기를 사용하여 가로 14인치 (360mm x 430mm) 유리판에 이미지를 기록했다. 아마추어 천문학 분야에서는 많은 종류의 상업용 및 아마추어용 망원경이 천체 사진을 위해 설계되었으며 "천체 사진기"라는 라벨이 붙어 있다. 아마추어 천체 사진기의 광학적 설계는 매우 다양하지만 이에 대하여 가장 대표적인 천체 사진기는 무채색 굴절기, 카스그랭식 반사경, 뉴턴식 망원경 등이 있다. 대부분의 광학 설계는 크고 평평하며 잘 보정된 이미징 필드를 생성하지 않으므로 필드 평탄기 또는 코마 보정기를 통해 특정 유형의 광학 보정이 필요하다. 일반적으로 아마추어 천문학은 목적에 맞게 제작된 포커스를 가지고 있으며 탄소 섬유와 같은 열적으로 안정한 재료로 구성되어 있고 장시간 동안 깊은 하늘의 물체를 정확하게 추적하기 위해 무거운 듀티 마운트를 사용한다.

## 같이 보기
- 망원경
- 천문학